# Єдиний митний тариф України
Єдиний митний тариф України — юридичний термін, що з 2001 року фактично означає те саме що і Митний тариф України.
Поняття Єдиного митного тарифу вперше визначено в 1991 році в Законі України «Про зовнішньоекономічну діяльність».
В 1992 році Законом України «Про Єдиний митний тариф» був прийнятий сам Єдиний митний тариф України. В цьому законі «єдиний митний тариф» визначався як систематизований звід ставок мита, яким обкладаються товари та інші предмети, що ввозяться на митну територію України або вивозяться за межі цієї території.
В 2001 році був прийнятий Закон України «Про Митний тариф України». Із набуттям чинності цим законом, Єдиний митний тариф України, як звід ставок, втратив чинність. Ставки ввізного (імпортного) мита з 2001 року визначаються Митним тарифом України. Ставки вивізного (експортного) мита визначаються низкою окремих законів України.
Проте сам Закон України «Про Єдиний митний тариф» все ще чинний і визначає порядок формування та застосування митного тарифу.